# Maritta Böttcher
 Maritta Böttcher (geb. Becker; * 29. März 1954 in Karl-Marx-Stadt) ist eine ehemalige deutsche Politikerin (SED/PDS/Die Linke). Sie war von 1994 bis 2002 Mitglied des Deutschen Bundestages.

## Leben
Maritta Böttcher besuchte die Polytechnische Oberschule und danach die Pädagogische Fachschule. Sie arbeitet von 1974 bis 1985 als Lehrerin und war im Jugendverband tätig. In den Jahren 1985 bis 1988 folgte ein Studium mit dem Abschluss als Diplomgesellschaftswissenschaftlerin. Im Anschluss war sie in den Jahren 1988/89 Erste Kreissekretärin der SED.
Nach ihrem Ausscheiden aus dem Parlament ist sie weiterhin bei ihrer Partei tätig. Sie übernahm von 2004 bis 2006 die Leitung der Bundesgeschäftsstelle der PDS im Karl-Liebknecht-Haus und ist seit 2006 für das Veranstaltungsmanagement der Linkspartei.PDS im Karl-Liebknecht-Haus zuständig.
Sie ist verheiratet und hat eine Tochter.

## Politik
Maritta Böttcher trat 1974 der SED bei und blieb nach der Umbenennung 1990 Mitglied der PDS. Sie übernahm in ihrer Partei mehrere Kommunal-, Landes- und Bundespolitische Aufgaben. Seit 1990 ist sie Kreisvorsitzende, war von 1990 bis 1992 Mitglied im Bundesvorstand, von 1993 bis 1995 Mitglied im Brandenburgischen Landesvorstand und seit 2001 deren Stellvertretende Vorsitzende.
Seit 1990 saß sie auf Kommunaler Ebene für ihre Partei als Mitglied im Kreistag und war Vorsitzende des Jugendhilfeausschusses und seit 2003 zudem Mitglied der Stadtverordnetenversammlung Jüterbog. Dort war sie Vorsitzende ihrer Fraktion und Mitglied im Hauptausschuss. 
Sie saß vom 10. November 1994 bis 17. Oktober 2002 für zwei Wahlperioden im Deutschen Bundestag. Sie zog über die Landesliste der Partei des Demokratischen Sozialismus (PDS) in Brandenburg ein. Im Bundestag war sie bildungs- und hochschulpolitische Sprecherin ihrer Fraktion und vertrat diese im Innenausschuss.
Bei der Bürgermeisterstichwahl am 25. September 2011 in Jüterbog verlor sie mit 45,5 % der Stimmen gegen den parteilosen Arne Raue.